# Hatebreeder
Hatebreeder är det finska death metal-bandet Children of Bodoms andra album som kom ut 1999. Keyboardsen ges stort utrymme på detta album, vilket ger musiken en stämningsfull atmosfär som i power metal.[källa behövs] Detta i kombination med death metal-elementen kom att bli den stil som Children of Bodom blev kända för.

## Låtförteckning
1. "Warheart" – 4:08
2. "Silent Night, Bodom Night" – 3:12
3. "Hatebreeder" – 4:19
4. "Bed of Razors" – 3:57
5. "Towards Dead End" – 4:54
6. "Black Widow" – 3:58
7. "Wrath Within" – 3:52
8. "Children of Bodom" – 5:13
9. "Downfall" – 4:33
10. "No Commands" (endast på deluxe-versionen)

## Medverkande
- Alexi Laiho - sång, gitarr
- Alexander Kuoppala - gitarr
- Janne Warman - keyboards
- Henkka Seppälä - bas
- Jaska Raatikainen - trummor